# Begonia matudae
Espèce
Begonia matudae est une espèce de plantes de la famille des Begoniaceae.